# Octavia Blake
Octavia Blake es un personaje de ficción de la serie de novelas de Los 100. El personaje también aparece en la adaptación de serie de televisión del mismo nombre, en el cual ella es interpretada por Marie Avgeropoulos. Tanto en la serie como en el libro, Octavia es presentada como una segunda hija; la hermana menor de Bellamy Blake, quien ha vivido toda su vida en cautiverio es la mejor comandante de la serie después de Lexa aunque sea sangre roja y no sangre negra . Finalmente ella es descubierta, por lo que se convierte en una prisionera, y cuando deciden enviar a Los 100 ella es la principal favorita

## Descripción general
En la primera temporada, Octavia a menudo ayudó a Clarke como asistente médico y recopiló información sobre los terrestres para los delincuentes. Ella es parte de los 100 originales y fue enviada a la cárcel juvenil por ser una segunda hija que estaba penado por la ley de control de natalidad en el arca.
Mientras estuvo en la Tierra , se enfrentó a muchos desafíos: aprender a ser libre, luchar por la supervivencia de los delincuentes, tratar de entrar en Monte Weather y salvar a sus amigos, detener a ALIE, perder a Lincoln y mantener a 1.200 personas juntas en paz en un búnker.
Octavia era la amante de Lincoln. Ella abrazó la cultura Terrestre al principio, ya que nunca se había sentido parte de la Gente del Cielo debido a las circunstancias de su nacimiento, optando por usar ropa Terrestre, así como aplicar pintura de guerra Terrestre y hacerse al menos un tatuaje. Ella fue la primera en comenzar a hablar Trigedasleng, el idioma Grounder.
En la cuarta temporada, Octavia luchó y ganó el Cónclave Final por el derecho de la Gente del Cielo a vivir en el búnker. Sin embargo, decidió dejar que los 12 clanes vivieran en el búnker y convertirse en un clan.
Durante los seis años en el búnker, Octavia fue la primera líder. Aunque inicialmente más indulgente, después del golpe de Estado de Kara Cooper, Octavia se convierte en Blodreina (Reina Roja) y condena a cualquiera que rompa sus reglas a combates de muerte de gladiadores. Dos años después de Praimfaya, un período de tiempo conocido como el "Año Oscuro" hizo a Octavia oscura y despiadada. En la quinta temporada, Octavia continúa liderando despiadadamente a Wonkru. Ella quiere tomar el Edén de Charmaine Diyoza, independientemente de cuántas muertes causen. Esto hace que Bellamy, Clarke y otros conspiren contra Octavia con la esperanza de evitar una guerra con los prisioneros de Eligius. Sin embargo, en Damocles (Parte 1), más tarde tiene un cambio de opinión, debido a sus propias acciones.
En la sexta temporada, Bellamy exilia a Octavia por sus acciones después de su llegada a Sanctum. Originalmente uniéndose a Diyoza para cazar a los Niños de Gabriel, Octavia se cura por la anomalía y reconoce el deseo de buscar la redención por sus acciones y dejar de ser Blodreina. Al final de la temporada, la hija ahora adulta de Diyoza regresa de la anomalía y después de afirmar que "él" tiene a su madre, apuñala a Octavia. Octavia posteriormente desaparece con la anomalía, dejando su destino actual desconocido.

## Novelas
En Los 100 se revela que Octavia nació de Melinda Blake y su padre probablemente era un guardia con el que su madre estaba durmiendo. Ella nació ilegalmente debido a la ley del hijo único en La Colonia debido al oxígeno, suministros médicos y suministros de alimentos. Ella y su medio hermano materno, Bellamy Blake, son muy cercanos y Bellamy es extremadamente protector con Octavia. Su madre comenzó a volverse loca tratando de mantener a Octavia en secreto e intentó matarla, pero Bellamy entró y la detuvo. Su madre, sabiendo que Bellamy no podía vivir sin su hermana se suicidó con Octavia a solo unos metros de distancia. A partir de entonces, los dos tuvieron que quedarse en el centro de atención.
En Day 21 Los recién descubiertos terrestres, atacaron el campamento de los 100 y secuestraron a Octavia, quien finalmente se encontraba en Monte Weather, pero es rescatada por Bellamy. Wells finalmente se da cuenta de que Bellamy y Octavia son sus medio hermanos.
En Rebelion Octavia es secuestrada nuevamente junto a Wells por un grupo llamado "Los protectores", pero logran rescatarlos y logra vivir al final del libro.

## Adaptación de TV

### Primera temporada (2014)
En "Pilot", Octavia es enviada a la Tierra con los otros delincuentes. Cuando la nave espacial aterriza, se reúne con su hermano, Bellamy (Bob Morley). Debido a que ella es la única con un hermano, los delincuentes se dan cuenta de que ella es la segunda hija ilegal que solía esconderse debajo del piso. Ella no toma bien los comentarios, así que Bellamy le dice que debería darles algo más para recordarla: debería ser recordada como la primera persona en caminar de regreso a la Tierra. Más tarde, Octavia va a Monte Weather con Clarke (Eliza Taylor), Finn (Thomas McDonell), Monty (Christopher Larkin) y Jasper (Devon Bostick). Cuando se le pregunta por qué fue arrestada, ella responde "por haber nacido". En su camino hacia Mount Weather, se detiene para nadar en un río donde es atacada por una criatura marina. Jasper ayuda a salvarla y se detienen a pasar la noche. A la mañana siguiente, Octavia observa a Jasper balancearse en una enredadera para cruzar el río hacia Mount Weather antes de ser atravesado en el pecho por una lanza. En "Earth Skills", al comienzo del episodio, Octavia se ve horrorizada después de presenciar el ataque de Jasper y logra escapar al campamento con el resto del grupo. Bellamy está preocupada por ella e insiste en tratar su herida de la serpiente del río. Cuando Clarke dice que necesitan ir tras Jasper, rápidamente se ofrece voluntaria para hacerlo, pero Clarke (quien piensa que su pierna los retrasará) y Bellamy (quien no quiere que vuelva a lastimarse) no la dejan. Atom (Rhys Ward) se queda para vigilar a Octavia quien rápidamente comienza a burlarse de él, diciendo que no puede seguir las órdenes. Atom finalmente se harta y la encierra en la nave de desembarco con Monty, quien está tratando de encontrar una manera de comunicarse con el Arca. Octavia anima a Monty al decirle que Jasper entendería por qué no fue tras él. Después de que Atom la deja salir del barco, se aleja siguiendo a una mariposa y descubre un campo lleno de ellas. Atom la sigue y Octavia lo besa. Los dos se ven besándose nuevamente más tarde, solo cuando Bellamy los atrapa y ata a Atom en un árbol. En "Earth Kills", Octavia permanece en el campamento y vigila a Jasper mientras se recupera de sus heridas. Ella se pelea con Bellamy cuando descubre que él ha asustado a Atom para que ya no esté con ella. Cuando Murphy (Richard Harmon) intenta silenciar a Jasper matándolo, Octavia y Monty le impiden llegar a él. Cuando se entera de la muerte de Atom, se enfrenta a su hermano y le grita por su comportamiento.  En "Murphy's Law", Octavia junto a Jasper descubren los dedos amputados de Wells y un cuchillo con las iniciales "JM". Cuando Jasper arruina todas las pulseras cortando la comunicación con el Arca, Octavia lo consuela y se besan. En "Twilight's Last Gleaming", Bellamy le revela a Octavia que la razón por la que quiere encontrar el barco es porque le disparó a la canciller Jaha para subir al barco con ella. Octavia está furiosa con él por esto y se va. Mientras regresa al campamento, baja la colina y queda inconsciente. Más tarde, cuando se despierta, descubre a un terrestre mirándola.
En el "His Sister's Keeper", Octavia despierta en una cueva que pertenece a un terrestre; el mismo que vio antes. El terrestre la cura, pero Octavia procede a salir de la cueva a través de una pequeña abertura y logra escapar, dirigiéndose al campamento. Sin embargo, es rápidamente recapturada por el mismo terrestre, y la mantiene cautiva mientras mira a Roma morir a manos de una trampa y se da cuenta de que terrestre le había salvado la vida. Nuevamente en la cueva, ella lo golpea en la cabeza y lo noquea. Mientras lucha por liberarse, Bellamy, Jasper, Zoe Monroe (Katie Stuart) y Finn descubre su ubicación y ayuda a liberarla. Una vez de vuelta en el campamento, Octavia intenta irse nuevamente, pero Bellamy se lo impide y entran en otra pelea masiva. En "Contents Under Pressure", se ve a Octavia ayudando a Clarke con el apuñalamiento de Finn cuando Bellamy Blake, Nathan Miller (Jarod Joseph) y Drew (Levi Meaden) arrastran al terrestre que salvó a Octavia en la nave. Octavia finalmente sigue a Clarke de regreso a la habitación donde el terrestre está siendo golpeado e interrogado. Esto la molesta porque el terrestre les había salvado la vida. Como Bellamy, Clarke y Raven comeinzan a torturar al terrestre, Octavia lo detiene cortándose con el cuchillo que el usó en Finn, haciéndole revelar el antídoto correcto para salvar la vida de Finn. Al final del episodio, el terrestre habla con Octavia y le da las gracias. En "Day Trip", Octavia está esperando ver al terrestre y Bellamy se lo niega, pero él luego se va en una misión con Clarke. Octavia descubre unas vallas alucinógenas y se las da a todos en el campamento, una vez que todos los demás están incapacitados, Octavia roba algo de ropa y se escabulle para ver a Lincoln (Ricky Whittle). Ella lo desata y lo deja escapar. Cuando está a punto de irse, se da la vuelta y la besa apasionadamente antes de escapar de la nave. En "Unity Day", Octavia se escapa de la Celebración del Día de la Unidad para ir a la cueva de Lincoln, en donde se revela que la ha estado entrenando para ser una "guerrera". También se revela que los dos ahora son amantes. Finn los descubre y llega a un acuerdo para que sus líderes se reúnan para discutir la paz. Lincoln trae a su líder (Anya) y Finn trae a Clarke. Cuando las cosas no salen según lo planeado, Lincoln es golpeado por una flecha mientras intenta proteger a Octavia. Lincoln les dice que regresen a su nave de descenso y se va por el otro lado. De vuelta en el campamento, Octavia culpa a Jasper por arruinar todo. En "I Am Become Death (episodio de Los 100)", Octavia ve una flor blanca fuera de las paredes del campamento, y cree que es Lincoln pero realmente era Murphy; quien traía una fiebre hemorrágica que mataba a la mayoría pero Octavia era inmune. Cuando va hacia la cueva de Lincoln para pedirle el antídoto, el le cuenta que cientos de terrestres se dirigen hacia el transbordador. A la primera luz luego de ganarles la batalla a los terestres, Octavia se escabulle de regreso a Lincoln y le dice que no puede escaparse con él porque decidió quedarse y ayudar a su gente. En el final de temporada "We Are Grounders (Part 2)" ella lucha con los otros Delincuentes en la guerra con los terrestres, a pesar de que su hermano no quiere que ella lo haga. Más tarde salva la vida de Bellamy después de que un Grounder lo ataca. Ella es golpeada con una flecha y Bellamy es incapaz de llevarla de vuelta a la nave. Octavia se alegra de ver que Lincoln todavía está vivo, pero él le dice a Bellamy que puede salvarla si se van de inmediato. Ella y Bellamy se despiden y Octavia se entristece profundamente al tener que dejar atrás a su hermano.

### Segunda temporada (2014-15)
En el estreno de la temporada "The 48", Octavia se dirige con Lincoln hacia el mar, pero él se da cuenta de que la fecha que tenía clavada Octavia estaba envenenada. Lincoln trata de hacer un antídoto casero, pero no lo logra. Más tarde, Octavia se entera de que Lincoln le mintió y la llevó a su pueblo en lugar de llevarla al océano. Él promete regresar y la deja sola cerca de la estatua de Abraham Lincoln. En "Inclement Weather", Octavia conoce a Nyko, ella lo golpea y lo lleva como rehén a la aldea de Lincoln, quien le exige a la líder Indra (Adina Porter) un intercambio por Lincoln. Cuando llega el anochecer, Octavia intercambia con éxito a Nyko por Lincoln. Cuando Lincoln es devuelto a ella, los carroñeros los emboscan y se llevan a Lincoln y a Nyko. En "Reapercussions", Octavia insta a Indra a dejar que la ayude a buscar a Lincoln y Nyko. Cuando Indra ordena su muerte, Octavia huye de los terrestres y se esconde. Más tarde, Octavia continúa siguiendo a Indra y su grupo mientras buscan a Nyko y Lincoln. Octavia ayuda a Indra y los otros terrestres a luchar contra los Segadores y cuando Indra está indefensa, Octavia la salva matando al Segador que la atacaba. Una vez que los Segadores son derrotados, Octavia descubre que Lincoln no está entre los terrestres liberados. Cuando no lo encuentra, grita de angustia. En "Many Happy Returns", Octavia toca el cuerno ácido de Lincoln para suspender un ataque de terrestres contra algunos de los delincuentes. Ella se reúne con Bellamy y ayuda a tratar la herida de flecha de Monroe. Bellamy ofrece su simpatía cuando se entera de que Lincoln no llegó a un lugar seguro. Octavia va con su hermano, Monroe y Mel de regreso al campamento Jaha mientras Finn y Murphy continúan buscando a Clarke y al resto de los delincuentes desaparecidos. En "Human Trials", cuando Bellamy y Octavia regresan al campamento, se reúnen con Clarke quien le da un abrazo a Octavia. Ella comienza a liderar el camino hacia el pueblo de Lincoln para traer de vuelta a Murphy y Finn. Una vez que llega la noche, acampan en el bosque y duermen. Octavia hace que Clarke y Bellamy incluyan a Lincoln en su misión de rescatar a los delincuentes restantes del Monte Weather. Una vez en la estatua de Abraham Lincoln, Bellamy consuela a Octavia mientras llora en sus brazos porque no pudo salvar a Lincoln. Escuchan disparos y el trío aparece a tiempo para ver a Finn masacrando a los castigadores. Octavia se apresura inmediatamente hacia el cuerpo sin vida de Artigas. Ella está triste por su muerte, ya que una vez le había salvado la vida a los Segadores. En "Fog of War", Bellamy y Octavia van a la misión de sacar la torre de radio de Mount Weather. Se escabullen del grupo para buscar por su cuenta a Lincoln. Su ausencia se nota pronto y algunos guardias del Arca son enviados tras ellos. La niebla ácida desciende sobre todos y Octavia sigue a los bichos que huyen hasta una puerta sellada. Abren la puerta y entran en un garaje de estacionamiento olvidado hace mucho tiempo. Pronto escuchan a los guardias gritar y corren hacia ellos solo para ver que los segadores los devoran. Octavia reconoce que es Lincoln y lo llama. Él se da vuelta y comienza a atacarla y ella le dispara en la pierna. Bellamy y Octavia escapan y planean una forma de atraer a Lincoln para que puedan capturarlo. Octavia actúa como cebo y Bellamy usa el palo de aturdimiento de la guardia del arca para noquear a Lincoln. Él le dice a Octavia que llevarán a Lincoln a casa.
En "Long Into an Abyss", Octavia está sentada en la sala de la nave de desembarco donde Lincoln está nuevamente encadenado a las paredes. Lincoln logra liberarse y los ataca. Octavia golpea a Lincoln en la cabeza y lo deja inconsciente. Lo vuelven a encadenar y Octavia intenta darle un poco de agua, pero Lincoln la golpea y la molesta. Ella abandona el barco para recoger más agua y ve una flor blanca en un árbol, la misma señal que Lincoln había usado con ella en el pasado. Nyko aparece y le dice a Octavia que el Comandante llegará pronto y si no se van todos morirán. Más tarde, cuando Abby es incapaz de resucitar a Lincoln, Octavia se niega a creerlo y continúa con la RCP hasta que finalmente se rinde, pensando que Lincoln está muerto para siempre. Momentos después, a Abby se le ocurre la idea de usar el bastón de choque como desfibrilador y le da vida a Lincoln. Octavia lo besa, feliz de ver que está vivo. En "Spacewalker", Octavia está con Lincoln en las instalaciones médicas del Campamento Jaha, donde se está recuperando de ser un Segador. En "Remember Me", Octavia y el resto van a TonDC. Octavia quiere unirse a una misión para infiltrarse en Monte Weather, pero Lincoln le dice que debe quedarse para asegurarse de que la alianza Terrestres-Gente del Cielo no falle ya que ahora tiene conocimiento de ambos mundos. En "Survival of the Fittest", ella hace guardia en el campamento Jaha cuando los terrestres ingresan al campamento para una reunión entre Gente del cielo y Terrestres. Ella intenta conseguir que Indra la dejarla entrenar con los castigadores, pero Indra se niega. Más tarde, cuando los terrestres están a punto de abandonar el Campamento Jaha, Octavia comienza una pelea con uno de los Grounders para que pueda entrenarse con ellos como quisiera. Él terrestre (Fio), la golpea muy severamente, pero Octavia continúa poniéndose de pie una y otra vez hasta que Indra lo detiene. Mientras Octavia se está recuperando de la pelea, Indra aparece y le dice que peleó como una niña, pero Indra está dispuesta a entrenarla y asumirla como su Segunda. Octavia está de acuerdo. Después de que Indra y los castigadores traen comida para la gente de Campamento Jaha, Kane reconoce que fue Octavia quien reunió a los terrestres y Gente del Cielo. Fio, el hombre con el que había discutido antes, le trae un plato de comida. Kane le pide que "cuide de su gente", a lo que Octavia responde ambiguamente que sí. En "Coup de Grâce", ella mata a uno de los guardias de Monte Weather y está a punto de matar al otro cuando Clarke llega y la detiene, diciéndole que van a necesitar que él obtenga respuestas. Más tarde, ella le dice a Clarke que está preocupada por Lincoln porque ya debería haber regresado de las minas. Clarke la calma diciéndole que Bellamy y Lincoln estarán bien. Poco después, Octavia, junto con Clarke e Indra, sacan al prisionero de la esclusa de aire para que pueda entregarle a Monte Weather un mensaje de Clarke. En "Rubicon", se ve a Octavia en TonDC con Indra diciéndole que está preocupada de que Lincoln aún no haya regresado. Indra responde que Lincoln ya no es su preocupación y que puede preocuparse por él cuando termine la batalla. Octavia es puesta en guardia con otro terrestre, Atohl de la Nación de Hielo. Cuando escuchan un ruido, Atohl va a investigar y poco después Octavia lo escucha gritar. Ella lo sigue y encuentra a Lincoln parado sobre Atohl, atándolo para llevarlo de regreso a Monte Weather a cambio de más fármaco. Ella le dice a Lincoln que lo suelte y que vaya con ella. Al negarse a responder a Octavia, Lincoln recibe un puñetazo en la cara y un ultimátum, pero finalmente Lincoln la acompaña y al final del episodio, se los ve parados frente a Tondc después del impacto del misil, mirando la destrucción en estado de shock.
En "Resurrection", después de que un francotirador los inmoviliza por rescatar a las personas, Lincoln decide ir tras el tirador. Indra le dice a Octavia que, como es la segunda del jefe, debe hacer que los otros segundos la sigan. Atohl y Caris, los otros Segundos, le dicen a Octavia que no pueden hacer nada hasta que Lincoln elimine al francotirador. A Octavia se le ocurre un plan para bloquear la línea de visión del francotirador para que puedan llegar a los restos donde Abby y Kane están atrapados y los otros Segundos la siguen y comienzan a desenterrar a los sobrevivientes. Está encantada de ver a Lincoln regresar con vida después de sacar al tirador y mira con orgullo cuando Indra finalmente le da la bienvenida a Lincoln de vuelta a su clan. Más tarde, Octavia y Lincoln salen de Tondc con Clarke, Lexa e Indra para Monte Weather. En "Bodyguard of Lies", Octavia le dice a Clarke que descubrió que Clarke sabía sobre el misil y que está decepcionada de ella por dejar morir a todas esas personas. Cuando Lexa le dice al guardia que mate a Octavia, Clarke puede detener al guardia a tiempo. Más tarde, Clarke le dice a Octavia que quiere sacarla de las minas y ponerla al final de la batalla para que no salga lastimada, pero Octavia dice que no, diciendo que solo escucha a Indra y luego termina su amistad diciéndole a Clarke que solo pelea esta guerra con ella porque quiere que sus amigos vuelvan. En "Blood Must Have Blood (Part 1)", Octavia viaja a las minas con Indra, Caris, Eric Jackson, varios terrestres y varias personas del Cielo para limpiar las minas de cegadires para que Bellamy pueda sacar a los delincuentes y a los encarcelados de forma segura del Monte. Más tarde, Octavia agradece a Indra por perdonar a Lincoln. Octavia usa el de mapa de Lincoln de las minas para encontrar el camino a la puerta de entrada de Monte Weather. Finalmente llegan a la puerta e Indra le dice que ahora es una terrestre, para el placer de Octavia. Pronto oyen la llamada de la retirada e Indra le ordena a Octavia que deje las minas con ellos, pero Octavia les dice que no se irá sin Bellamy. Indra le dice que ya no es su segunda y simbólicamente la corta. Después de que Indra y los Grounders se van, Jackson le pide a Octavia que vuelva a casa con su pueblo. Octavia le dice que no tiene hogar y Jackson se va con los demás mientras que Octavia se queda en las minas. En el final de temporada "Blood Must Have Blood (Part 2)", Octavia está esperando justo en la entrada de la mina al Monte Weather cuando aparece Clarke. Clarke y Octavia discuten cuando de repente, la puerta se abre y Bellamy aparece con Monty, Jasper y Maya (Eve Harlow). Octavia se fue con Jasper y Maya para llevarla al Nivel 5 antes de que se quede sin oxígeno. Una vez en el nivel 5, Jasper los deja para ir a matar a Cage Wallace, y Octavia y Maya se sientan y esperan a que todo esté despejado. Pronto son interrumpidos por una pareja besándose que huye y alerta a los guardias de Monte Weather. Octavia los persigue y mata a dos guardias de Monte Weather con su espada y movimientos de tierra recién aprendidos. Octavia y Maya pronto son perseguidos en el comedor y son rápidamente rodeados por guardias. Bellamy ve su situación e irradia el Nivel 5 con Clarke para salvarla. Octavia se sienta con Maya mientras sucumbe a la radiación hasta que Jasper llega allí. Luego se va para liberar a la gente del cielo encarcelada. Al día siguiente, Octavia regresa al campamento Jaha, tomados de la mano con Lincoln.

### Tercera temporada (2016)
En el estreno de temporada "Wanheda, Part 1" Octavia se va ajustando a lo ocurrido en Monte Weather. Ahora es una verdadera terrestre, pero se enoja con Lincoln al ver que él ahora actúa como una persona del Cielo. En "Wanheda, Part 2" La gente del cielo regresa a Monte Weather y empiezan a plantearse el hecho de cuán útil sería aprovechar las instalaciones del Monte, a lo que Octavia se niega rotundamente. Octavia consuela a Jasper por la muerte de Maya. En "Ye Who Enter Here" Octavia llega a Polis junto con Bellamy, Echo (Tasya Teles) y Pike (Michael Beach), en donde se reencuentra con su anterior entrenadora Indra. En "Hakeldama" Octavia empieza a ver a su hermano como un real traidor, debido a la matanza contra los terrestres. Pensado que todo lo que lucharon por formar la paz con los terrestres ha sido en vano. En "Bitter Harvest" en algún lugar de los territorios Trikru, Octavia espía a Hannah, Gilmer y algunos seguidores más de Pike mientras toman muestras de suelo y agua. Aparece un niño terrestre caminando y es atacado y cazado por orden de Hannah, ya que ha visto lo que la Gente del Cielo ha estado haciendo. Octavia lo salva, pero es quemada por la savia de un árbol venenoso para hacerlo. El niño huye y escapa a su pueblo. Octavia le informa a Kane que necesitan averiguar qué están haciendo, ya que están dispuestos a matar a un niño para mantenerlo en secreto. Cuando Arkadia va directo a atacar la aldea, Octavia les advierte en el último segundo, y dos de los atacantes de Arcadia mueren. Hannah declara a Octavia traidora. Mientras tanto, Octavia es capturada nuevamente por Semet y sus aldeanos, quienes planean enmarcar a Arkadia para el ataque. En "Thirteen" Octavia e Indra vuelven a unir fuerzas, y esta última decide acompañar a Octavia a Arkadia para luchar contra su propio pueblo.
En "Stealing Fire" Octavia llega finalmente a Arkadia, en donde se encuentra con Bellamy, a quien captura y entrega a Indra. Más tarde, Octavia presencia la muerte de Lincoln. En "Fallen" las acciones anteriores de Bellamy fueron viles y Octavia no lo perdona, al punto de darle una gran golpiza mientras estaba encadenado. Octavia trabaja con Bellamy para entregar a Pike. En "Nevermore" Octavia estaba planeando irse por completo. "No soy Trikru, no soy Skaikru, no soy nada". Pero cuando ve a Monty elegir a Los 100 sobre su madre, también lo hace ella. Cuando Raven se libera del control mental, Octavia aliviada comenta: "Nunca pensé que estaría tan feliz de ver a alguien con dolor". En "Demons" Octavia vuelve a Arkadia, y se tiene que encontrar frente a frente con el cadáver de Lincoln. Después de su funeral volvió a convertirse en la guerrera que era y fue la primera en decir que era hora de irse. En "Join or Die" en un flashback se ve a Octavia en lo que es su primera interacción significativa con alguien que no es su madre o hermano. También llega con Clarke, Bellamy y Jasper al clan de Luna (Nadia Hilker). En "Red Sky at Morning" Clarke, Bellamy y O discuten sobre hacer que el chip se enganche a Luna sin su permiso. Octavia cree que no serían mejores que ALIE para hacer eso, pero en realidad no ven de otra manera. En "Perverse Instantiation - Part One" Octavia está horrorizada de ver a Indra trabajando con Pike, mientras que comienza a considerar todo lo que perdió. En el final de temporada "Perverse Instantiation - Part Two" Octavia lucha junto al grupo para defender la torre de Polis, y al final del episodio luego de ganarle a ALIE, mata a Pike a sangre fría.

### Cuarta temporada (2017)
En el estreno de temporada "Echoes" encuentra a Indra cuando sale de la cruz de madera y le dice a su mentor que ALIE (Erica Cerra) fue destruida y Charles Pike está muerto. Jaha lleva el cuerpo de Ontari a los guerreros Azgeda y al Rey Roan (Zach McGowan) herido, pero es Octavia quien se liberó e inmediatamente ataca a los guardias de la Nación del hielo y al sanador. Ahora, Abby, con la ayuda de Clarke, puede encargarse del rey Roan, gravemente herido, y construir un acuerdo para que todos los Skaikru sobrevivan. Cuando Clarke regresa a Arkadia, Octavia permanece en Polis. Su tarea principal es mantener al Rey Roan en el poder para mantener intacta la coalición. En "Heavy Lies the Crown", Kane es el embajador de Skaikru, y Octavia es su guardia de seguridad, juntos hacen todo lo posible para mantener a Roan en el poder y mantener viva la libertad de la coalición, por eso tiene que matar a Rafael, con el lema de "Larga vida al rey". En "The Four Horsemen", alguien robó la llama y Roan quiere que Octavia se la devuelva, con el permiso de Indra, Octavia acepta la tarea, se viste y agarra su espada. En unas pocas horas, Octavia encuentra al nuevo guardián de llama, una niña llamada Gaia, quien resulta ser la hija de Indra. Por lo que Octavia la deja escapar con la llama. En "A Lie Guarded" Octavia se entera de que alianza está rota, por lo que trata de volver a Arcadia, pero en el camino tiene un enfrentamiento con Echo. Ambas pelean en un barranco para que Echo le clave un espadazo a Octavia, quien cayó por el barranco. Sin embargo, Octavia sobrevive a la caída. En "The Tinder Box", Octavia regresa a Arcadia, pero se tropieza con su caballo y deja la conciencia en el suelo. Ilian la encuentra y decide llevar a Octavia hacia Arcadia. Octavia puede informar a Clarke que Azgeda va hacia el campamento. Todavía débil y herida, Octavia se da cuenta rápidamente de que Ilian no la encontró por casualidad y no con el propósito de ingresar a Arcardia con la intención de destruirla. Incluso Octavia encuentra a Ilian poco antes de su acción destructiva. Octavia no puede detenerlo para ejecutar su plan. Ilian saca a Octavia y Niylah y les salva la vida, pero Arcadia está en llamas y explota. En "We Will Rise", Octavia se hunde en la oscuridad, pone de rodillas a Ilian y casi lo ejecuta, pero fue detenida. En "Gimme Shelter" Octavia e Ilian son emboscados por la lluvia negra y tienen que esconderse en una cueva, en la cual Octavia trata de quitarse la vida metiéndose debajo de la lluvia, para finalmente tener sexo con Ilian. En "DNR" Octavia se da cuenta de que pelear es lo que es, por lo que al final del episodio llega a Polis para representar a Skaikru en el cónclave.
En "Die All, Die Merrily", mientras Octavia se prepara para representar a Skaikru en la batalla, Indra va a Octavia y le da su espada. Antes de la batalla, Bellamy le dice a Octavia que se esconda y deje que el resto de los guerreros se maten entre sí. Ilian propone una alianza con Octavia al principio de la pelea, pero ella lo rechaza, sabiendo que uno de ellos tendrá que morir, pero finalmente Ilian la ayuda antes de morir en sus brazos. Cuando solo quedan tres guerreros, Octavia y Roan se unen para luchar contra Luna, pensando que lo están haciendo para salvar a la humanidad. En el enfrentamiento ataca la lluvia negra, Octavia se pone a cubierto pero Roan no, al final cuando solo quedan ella y Luna, Octavia la logra matar. Pero Octavia es audazmente desinteresada al final del cónclave, diciendo que el búnker no será solo de Skaikru, sino de todos los terrestres bajo el lema de un mismo clan. Sin embargo Jaha y Clarke tomaron el búnker. En "The Other Side" Octavia cumplió la promesa con los terrestres cuando Bellamy abrió las puertas del búnker, aunque no con Echo a quien desterró. En "The Chosen" Octavia está considerando cómo ser un líder efectivo, y debe hacerse cargo del hecho de que Skaikru no quiere elegir a sus supervivientes con la ayuda de Indra. "Mi pueblo, mi responsabilidad". En el final de temporada "Praimfaya" Octavia es finalmente la líder de la raza humana ubicada en el búnker, se despide de Bellamy a través de una radio, en la que después de mucho le dice a Bellamy que lo quiere.

### Quinta temporada (2018)
En "Red Queen", un recuerdo de los primeros días en el búnker, Octavia se reacia a ser el líder de Wonkru e intenta hacer las paces con todos. Sin embargo, debido a la falta de raciones y el bloqueo del búnker indefinidamente, se produjo el golpe de Estado de Kara Cooper. Para restablecer el orden, Octavia toma el asunto en sus propias manos y mata a cualquiera que la desafíe o cuestione su punto de vista. Termina cubierta en su sangre y Gaia le dice que use esa sangre como armadura, se convierte en Blodreina (Reina Roja). Octavia decide que cualquiera que viole sus leyes debe competir en combates de muerte de gladiadores. En "Pandora's box", Octavia arroja a Kane al foso de combate bajo sospecha de robar drogas destinadas a tratar a Wonkru. En la siguiente lucha, Kane se niega a pelear. Entonces, Octavia se ve obligada a entrar y matarlo ella misma. Justo antes de matar a Kane, Octavia se sorprende al ver que se abre el búnker. Son su hermano Bellamy y Clarke. Octavia le agradece a Bellamy pero le dice que no confía en Diyoza y su gente. Diyoza los traiciona y cuando una de las personas de Diyoza va en contra de las órdenes e intenta atacar a Wonkru, Octavia declara la guerra contra los prisioneros. En "Shifting Sands", después de aprender sobre el Edén, Octavia se decide a reclamarlo para Wonkru ya que su hidrogranja está muriendo. Ella va en contra del consejo de Clarke de que el viaje es largo y peligroso. En su camino, son atacados por gusanos parásitos de la arena y uno de los suyos muere. Cuando Harper, Monty, Echo y Madi llegan, advirtiendo a Wonkru de un ataque con misiles de Diyoza, Octavia lleva a su gente a encontrar rápidamente una forma de protegerse. Sobreviven al ataque y aceptan retirarse por ahora. Ella le pregunta a Clarke sobre Madi. Clarke le dice que Madi sobrevivió a Praimfaya debido a la sangre nocturna sintética. Más tarde no está contenta de ver a Bellamy besando a su enemiga, Echo. En "Exit Wounds" Cuando Diyoza invita a Wonkru a desertar de Octavia y unirse a ella en el valle, Octavia acepta usar las habilidades de espía de Echo para infiltrarse en la nave de Diyoza. Madi, que adora a Octavia, se escabulle y le dice a Octavia que es una sangre nocturna. Octavia abraza a Madi y realiza un ritual de sangre, iniciándola como miembro de Wonkru. Octavia le ordena a Madi que comience a entrenar en preparación para que ella asuma el cargo de la próxima comandante. Ella también promete a Clarke guardar el secreto de Madi. En "Acceptable Losses" Clarke y Bellamy descubren que Octavia y Cooper han estado experimentando con los gusanos parásitos para usarlos como armas contra Diyoza y su gente en el valle. Ella está lista para luchar por el valle. Ella va a supervisar el entrenamiento de Madi y está realmente impresionada por Madi. Ella promueve a Madi para ser su segunda al mando. En "How We Get to Peace", Mientras Octavia está preparando a Wonkru para la batalla, Clarke está decidida a sacarla por cualquier medio necesario. Cuando Clarke y Bellamy matan a Cooper simulando un accidente con los gusanos, Octavia se da cuenta fácilmente de lo que hicieron. Ella revela que el plan nunca fue para ellos usar los gusanos. Planeaban usar los huevos de gusanos. Ella ordena que Clarke sea arrestada por ejecución. Octavia está compartiendo raciones con su gente cuando Bellamy entra. Ella comparte una pieza con su hermano que muerde y le devuelve una pieza, la cual está envenenada. Octavia se desploma en los brazos de Bellamy inconsciente.
En "Sic Semper Tyrannis" cuando Octavia se despierta y menciona que Bellamy la envenenó, se sorprendió al darse cuenta de que Indra estaba trabajando con él. Cuando Clarke se libera, ella irrumpe en la habitación de Octavia y le apunta con un arma. Sin embargo, Octavia la convence de que están del mismo lado ya que ambos no quieren que Madi se convierta en comandante. Octavia detiene la ceremonia y ordena que Bellamy, Indra y Gaia sean arrestados por traición. Ella los arroja al pozo de combate para luchar hasta la muerte. Mientras se prepara para hacer que su hermano pelee hasta la muerte, derrama una lágrima. En "The Warriors Will", Octavia está en un dilema porque no quiere matar a Bellamy pero, al mismo tiempo, quiere recuperar la lealtad de Wonkru arrojando a los traidores a la arena. Indra advierte que si Octavia los arroja al pozo, tiene la intención de matar a Bellamy y ayudar a su hija, Gaia a sobrevivir. Luego Octavia intenta usar Monty para enviar un mensaje a Bellamy, pero Monty se niega. Octavia sale y va a hablar con Bellamy, ella le cuenta las debilidades de Indra, pero Bellamy dice que no peleará. Si Octavia realmente quiere salvarlo, debería suspender la pelea. La pelea comienza, pero antes de que alguien muera, Monty y Harper interrumpen. Monty revela que el hidrogranja está funcionando nuevamente, cuando Wonkru comienza a volverse contra ella, Octavia va silenciosamente al hidrogranja y la prende fuego como represalia, dejándolos sin otra opción. Luego comienza a marchar hacia el valle. Todos la siguen por detrás. En "The Dark Year" en un recuerdo de Abby, dos años después del Praimfaya, Wonkru se quedó sin suministro de proteínas debido a una infección por hongos en los cultivos. Abby le informó a Octavia que la única forma de evitar que la gente muriera de hambre era recurriendo al canibalismo. Tendrían que comer a las personas que murieron en el pozo de combate. A Octavia no le gustó la idea, pero no tenía otra opción. Entonces, estuvo de acuerdo y convenció a la mayoría de Wonkru de que esta era la única forma de sobrevivir. Sin embargo, algunas personas se negaron a comer. Entonces, como Octavia no quería matarlos, trató de persuadirlos para que comieran, pero cuando persistieron, comenzó a matarlos. En el presente Octavia continúa liderando la marcha hacia el valle. En "Damocles - Part One", Octavia lleva a Wonkru hacia el valle de acuerdo con su plan con Spacekru. Desafortunadamente, los prisioneros masacran a Wonkru. Octavia pierde muchos de sus soldados. A causa de un cañón sónico, Octavia y su hermano yacen en el suelo, al lado de los cadáveres, todo el día. Cuando cae la noche, Octavia y Bellamy comienzan a buscar otros sobrevivientes. Encuentran a Indra sosteniendo a Gaia, que ha resultado gravemente herida. Octavia, está dispuesta a hacer cualquier cosa por la redención. Indra quiere llamar la atención de los guardias para salvar a Gaia, sin embargo, Octavia ofrece sacrificarse en su lugar. Ella comienza a disparar a los soldados y cuando se queda sin balas se arrodilla lista para morir, pero Echo, Murphy y Emori la salvan en el rover. En el final de temporada "Damocles - Part Two" Octavia se arrodilla ante Madi y la reconoce como la comandante y la líder de Wonkru. Cuando está cayendo la bomba Damocles, Octavia en el valle va de puerta en puerta y encuentra a Abby. Abby tiene miedo al principio porque piensa que Octavia ha venido a matarla. En cambio, Octavia le pide que la acompañe a la nave. Abby se niega porque no quiere dejar a Kane y después de discutir sobre la culpabilidad del canibalismo, Octavia la ayuda a llevar a Kane a la nave antes de que se agote el tiempo. Luego, escapan a Eligius IV. Antes de meterse a su sueño criogénico, Octavia le dice a Bellamy que lo ama y le pide que le responda. En cambio, Bellamy dice que una parte de él ama a Octavia también, mientras que la otra parte desea que la parte oscura de ella esté muerta. Octavia luego está de acuerdo, diciendo "Eso es justo".

### Sexta temporada (2019)
En el estreno de temporada "Sanctum", Niylah despierta a Octavia en un intento de obtener sangre para el tratamiento de Kane. Al enterarse de que Abby está tratando de salvar a Kane, Octavia enfurecida se enfrenta a ellos por lo que hicieron en el búnker. En "Red Sun Rising", Octavia todavía está luchando para superar todo lo que sucedió en la tierra. Dirige esa ira al entrenamiento donde golpea la pared varias veces hasta que sus muñecas comienzan a sangrar. Cuando el grupo es atacado por secuestradores y encerrado en el comedor, Octavia se siente impotente y continúa golpeando la puerta sin sentido. Octavia y Abby tienen un nuevo enfrentamiento, pero Octavia deja en claro que no tiene la culpa de lo que sucedió en el búnker. Esto enoja a algunas personas, que comienzan a golpearla. Al darse cuenta de su ira, Octavia cede y deja que la golpeen. Cuando James le pone un cuchillo en la garganta, Octavia está lista para morir y lo reta a matarla. Aunque Abby interviene, Octavia se derrumba y continúa rogándoles que la maten. Más tarde, cuando la nava baja al suelo, Octavia se cuela como polizón y dice que está allí para salvar a su hermano. En "The Children of Gabriel", Bellamy está molesto al verla, sin embargo, él acepta que podría ser útil en su misión de recuperar la nave. Cuando el grupo llega a la nave, se dan cuenta de que Madi, Gaia y Diyoza han quedado paralizados por un grupo de secuestradores: los Hijos de Gabriel. Como ellos parecen irse, Bellamy sugiere esperarlos, pero Octavia entra y asesina a todos en un instante. Por eso, Bellamy le dice a Octavia que ya no es su hermana. La exilia del barco y la deja morir sola en el bosque. Más tarde, mientras está en el bosque, Octavia es emboscada por otro grupo de los Niños de Gabriel. Ella nuevamente intenta matarlos también, pero la envenenan con las toxinas de las plantas. Ella cae, paralizada. En "The Face Behind the Glass", los Hijos de Gabriel torturan a Octavia para obtener información sobre quién más podría ser un anfitrión además de Clarke. Octavia se niega a decirles nada. Amenazan con matar a Octavia y Rose (la niña sangre real), que secuestraron de Sanctum. Octavia le promete a Rose que la salvará y la llevará a casa a salvo. Octavia escapa con Rose, pero Los hijos de Gabriel corren tras ellas y las detienen. Cuando Diyoza llega justo a tiempo para dispararles a todos. Tosh fingiendo estar muerta, se levanta y mata rápidamente a Rose. Octavia está tan enfurecida por el asesinato de Rose que se une a Diyoza para ir a cazar y matar a todos los niños de Gabriel restantes y "su viejo". En "The Gospel of Josephine", ella y Diyoza persiguen a Xavier, quien los conduce a un terreno pantanoso llamado "el crisol", donde se atascan y comienzan a hundirse. Él ofrece salvarlos después de que le digan quién más de su gente tiene alteración de Sangre. Diyoza le pide a Octavia que se rinda y le diga a Xavier, pero Octavia prefiere morir. Diyoza le apunta con un arma a la cara de Octavia, pero Octavia no tiene miedo en absoluto. Justo cuando Octavia está a punto de hundirse por completo, notan una llamarada brillante en el cielo. Xavier les tira una cuerda para escapar y correr a un lugar seguro. Sin embargo, Octavia está demasiado hundida para moverse, entonces, le pide a Diyoza que corra y salve a su bebé. Cuando la llamarada golpea, Octavia cierra los ojos y se va a la profundidad. Después ella rompe la capa de hielo y saca a Octavia, está viva pero su mano está envejecida. En "Memento Mori", Octavia continúa su viaje con Diyoza para encontrar al anciano. Sin embargo, su mano todavía le duele después de estar expuesta a la llamarada temporal. Xavier las encuentra y dice que puede salvarla. En cambio, el brazo de Octavia comienza a girar en espiral y Xavier reconoce como la forma de La Anomalía de donde vino la llamarada temporal. Después de revelar que él también tiene una espiral similar, Octavia y Diyoza acuerdan ir con Xavier a la anomalía. En "Nevermind" Octavia aparece en la mente de Clarke como una manifestación de Blodreina.
En "The Old Man and the Anomaly", Octavia comienza a alucinar a medida que se acercan a la anomalía. Diyoza descubre que Gabriel ha estado haciéndose pasar por Xavier y solo ha conservado el Mind Drive porque no tiene a nadie para eliminarlo. Luego les dice que necesitan llegar a la anomalía rápidamente para salvar a Octavia antes de que se agote el tiempo. Ante la anomalía, Diyoza es atraída por su hija Hope y entra en la anomalía. En la confusión, Octavia entra detrás de ella, pero emerge momentos después. Gabriel mira el brazo de Octavia y confirma que ha sido curada por la anomalía. En "What You Take With You", Octavia insiste en que no recuerda nada y señala que solo estuvo en la anomalía durante unos segundos. Sin embargo, cuando Octavia regresó limpio y curado, Gabriel piensa que probablemente fue mucho más tiempo por lo que decide usar la toxina roja del sol para ayudarla a recordar. En su mente, Octavia termina en la arena en el Bunker del Segundo Amanecer donde está encadenada, Charles Pike se acerca a Octavia, quien sugiere que su asesinato lo puso en su camino oscuro y le recuerda a Octavia todo lo malo que ha hecho. Mientras Blodreina se prepara para matar a Pike, Octavia se horroriza por lo que se convirtió, por lo que logra matar a Blodreina y declara que ella ya no es Blodreina. Después del despertar, Octavia tiene una renovación de su propósito y se prepara para irse, solo para escuchar un mensaje de Clarke que dice que ella es la anfitriona de Josephine Lightbourne. En "Matryoshka", Octavia y Gabriel localizan el cuerpo de Clarke, controlado por Josephine. Son capturados por los guardias de Sanctum liderados por Jade y antes de que maten a Octavia, uno de los guardias dispara a los demás y se revela como Bellamy disfrazado, que ignora por completo la presencia de su hermana. Al final del episodio Octavia trata de consolar a su hermano cuando Clarke está aparentemente muerta. En "Ashes to Ashes", Octavia y Bellamy deben recoger las toxinas de las plantas de una cueva que necesitan para construir el arma contra Sanctum. En donde tienen una charla en la que Octavia trata de pedirle perdón a Bellamy, quien le dice "Tu eres mi hermana, pero no eres mi responsabilidad". En "Adjustment Protocol", Octavia trabaja junto a Bellamy y los hijos de Gabriel para entrar a Sanctum a matar a los primes. En el final de temporada "The Blood of Sanctum" Octavia junto con Bellamy, Echo y los Hijos de Gabriel son capturados por los creyentes de Sanctum. Cuando llegan al palacio, Octavia decide ayudar a Gabriel, y Bellamy se reconcilia con ella. Después de luchar en la taberna, en la espalda de Octavia, Gabriel reconoce un nuevo tatuaje, que demuestra que Octavia estuvo dentro de la anomalía mucho más tiempo de lo que recuerda. A la mañana siguiente, Bellamy, Octavia, Echo con Gabriel comienza hacia el campamento donde Gabriel les muestra debajo de la tierra la Piedra de Anomalía. La cual tiene los mismos jeroglíficos que el tatuaje en Octavia, por lo tanto, Gabriel con su ayuda toca todos los jeroglíficos marcados en rojo y espera. En poco tiempo, la anomalía se expande rápidamente y llega al campamento donde Octavia escucha a una persona que se acerca a ellos: es Hope (la hija de Charmaine Diyoza) convertida en adulta, quien apuñala a Octavia que se esfuma en los brazos de Bellamy.

### Séptima temporada (2020)
En el estreno de temporada "From the Ashes", Octavia aparece como una alucinación de Hope a causa de la toxina del sol rojo. En "The Garden", en un flashback, Octavia emerge de la Anomalía Temporal bajo el agua en Skyring. Al llegar a la superficie, Octavia se sorprende al descubrir que su brazo marchito se curó y sigue gritando hasta donde Diyoza está en medio del parto. Diyoza explica que aunque Octavia la siguió segundos después, han pasado tres meses en Skyring. En los próximos seis años, Octavia cría a Hope con Diyoza, y se la conoce como Tía O. Los tres se convierten en una familia, aunque Octavia se niega a renunciar a su búsqueda para regresar a través de la Anomalía. Contenta con su nueva vida, Octavia pasa los próximos cuatro años como familia con Diyoza y Hope. Una noche, Octavia repara la ropa que llevaba puesta cuando atravesó la Anomalía antes de que un ruido les llame la atención. Los discípulos emergen de la Anomalía expandida y revelan que recibieron la carta de Octavia que los llevó a Skyring. Octavia esconde a Hope, como en la alucinación que el adulto Hope experimentó bajo la toxina del Sol Rojo y después de una breve pelea es sometida. En "Hesperides", en un flashback, se ve a Octavia enseñándole sobre mitología a Hope. En "Welcome to Bardo", en un flashback de hace 45 días en Bardo, Octavia y Diyoza llegan a Bardo. Se llevan a Diyoza pero Octavia logra liberarse y huye de los Discípulos, pero finalmente es recapturada y puesta en la máquina de Captura de Memoria por el líder Discípulo Anders (Neal McDonough) y el científico Levitt (Jason Diaz), quien se interesa por la historia de Octavia y le asegura que, aunque es una guerrera, no es una mala persona. Después de enterarse de que han pasado años en Skyring mientras ella no está, Octavia le ofrece a Levitt la información que él quiere saber a cambio de que la ayude a regresar allí para Hope, pero finalmente es ella quien rescata a Octavia llevándola de regreso a la Piedra de la Anomalía. Al ponerse del lado de las dos jóvenes, Levitt vuelve a abrir la Anomalía a Sanctum, pero advierte que viajar a través de la Anomalía a un planeta dilatado más lento con un casco Discípulo hará que Octavia pierda toda la memoria del tiempo que se fue de Sanctum, por lo que tatúa la espalda de Octavia con el código biométrico de Hope. Después de disculparse por no regresar por ella y golpear a Levitt en la cara dos veces para que no se sospeche que la ayudó, Octavia ingresa a la Anomalía y emerge en Sanctum momentos después de que ella se entró detrás de Diyoza, con sus recuerdos de Skyring y Bardo eliminados. Cuando Hope apuñala a Octavia, ella regresa a Bardo, donde vuelve a Captura de Memoria. Una semana atrás del presente, Anders lleva a Octavia a la sala de Anomalía, donde Bellamy ha tomado un rehén y exige que Octavia regrese. No dispuesto a dejar que Bellamy muera por ella, Octavia promete decirle a Anders todo lo que quiere saber sobre Clarke si envía a Bellamy de regreso a Sanctum. Anders reabre la Anomalía para Bellamy, pero se niega a abandonar a su hermana a pesar de sus súplicas. De repente, un discípulo herido pero aún vivo, detona una granada en una explosión masiva, aparentemente matando a Bellamy para el dolor de Octavia. En el presente, Echo, Hope y Gabriel finalmente ubican a Octavia en Captura de Memoria.
En "Nakara", Octavia, Echo, Hope y Gabriel se reencuentran con Diyoza. Cuando están por entrar en la sala de la Piedra para volver a Sanctum, Levitt le dice a Octavia que hay Discípulos esperándolos dentro y le dice que deben salir a la superficie. Cuando están por salir al exterior, Gabriel tiene miedo sobre la información brindada por Levitt, y aunque Octavia le dice que confía en él, Gabriel usa un arma no letal y paraliza a las demás. En "The Queen's Gambit", Octavia y Echo están encerradas en la misma habitación en Bardo. Octavia trata de consolar a Echo por la muerte de Bellamy, diciéndole que ahora ella es su familia. Al final del episodio Octavia, Echo, Hope y Diyoza aceptan unirse a los discípulos para luchar junto a ellos en la última guerra.

## Desarrollo y recepción
En 2013, se anunció que Marie Avgeropoulos interpretaría a Octavia, una segunda hija nacida ilegalmente que creció escondida en cautiverio. "Ella es un espíritu independiente que sigue su propio camino".
Octavia es uno de los personajes favoritos de la serie, incluso Stephen King se declaró un fan de la serie y el personaje.
Octavia fue elegida #14 en el top de los personajes de The CW del 2019 en TV Time.

## Diferencias entre la novela y la adaptación de TV
El personaje solo tiene dos diferencias entre la serie y el libro (en el libro es un personaje secundario y tiene 14 años, mientras que en la serie es un personaje principal y tiene 17 años).